# Hero
|  | No s'ha de confondre amb Heró. |

Hero (en grec antic: Ἡρώ) va ser una sacerdotessa d'Afrodita en la mitologia grega. Vivia a Sestos, a la costa de l'Hel·lespont, i s'enamorà del jove Leandre, que vivia a l'altra banda del mar. Cada nit Leandre passava nedant l'estret per visitar-la i ella encenia una torxa a dalt d'una torre per guiar-lo. Però una nit el vent apagà la torxa i Leandre s'ofegà. Quan Hero descobrí l'endemà el seu cos a la platja se suïcidà saltant de dalt de la torre.
El poema Hero i Leandre, atribuït al poeta Museu, recull aquest mite. El poeta anglès Christopher Marlowe va tractar també el tema.

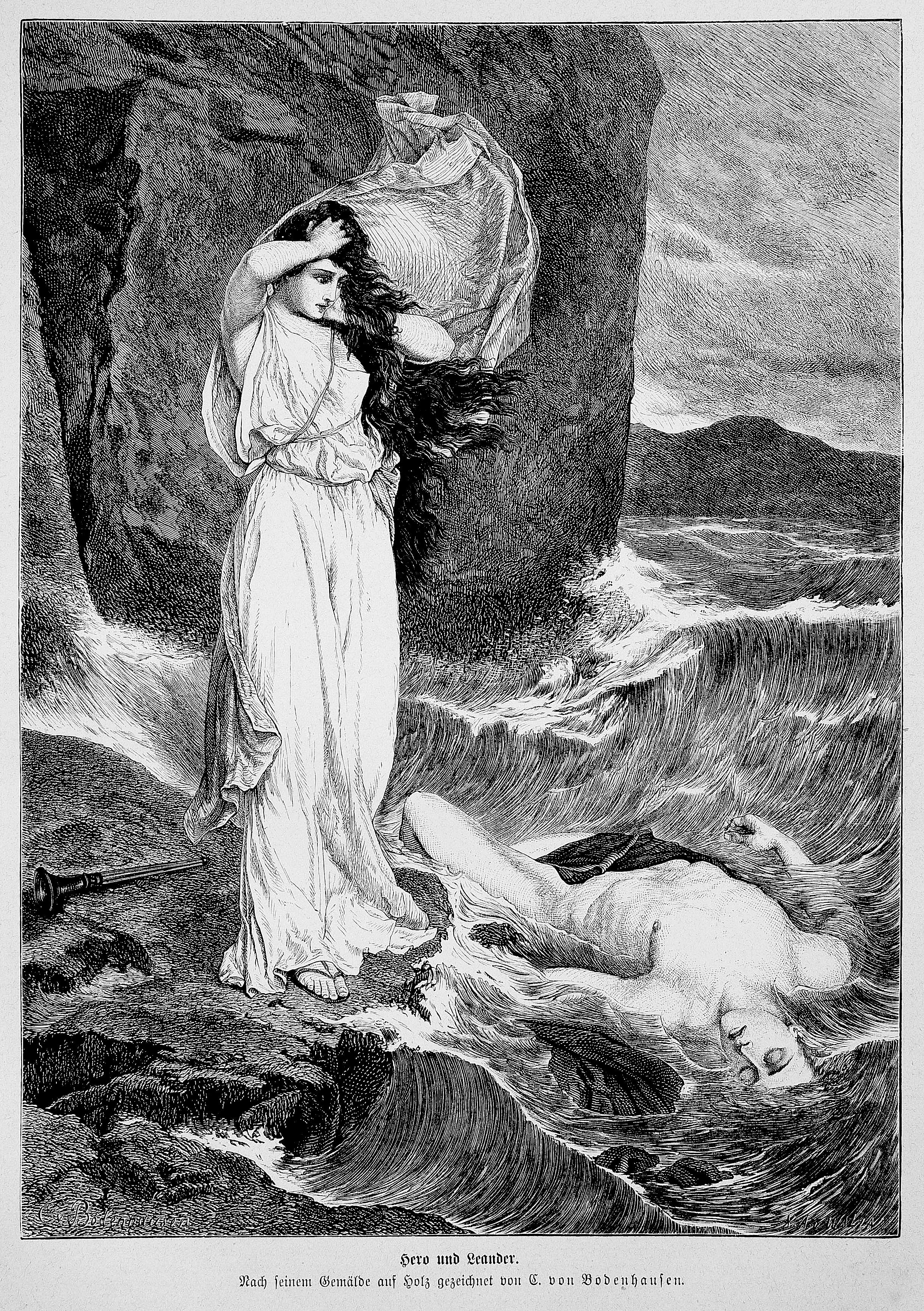
Hero davant el cos inert de Leandre, segons un gravat alemany de 1879

## Òpera
El compositor alemany Ernst Frank (1847-1889) va escriure una òpera dedicada a aquest personatge que fou estrenada a Berlín l'any 1884.